# Représentations diplomatiques de l'Albanie

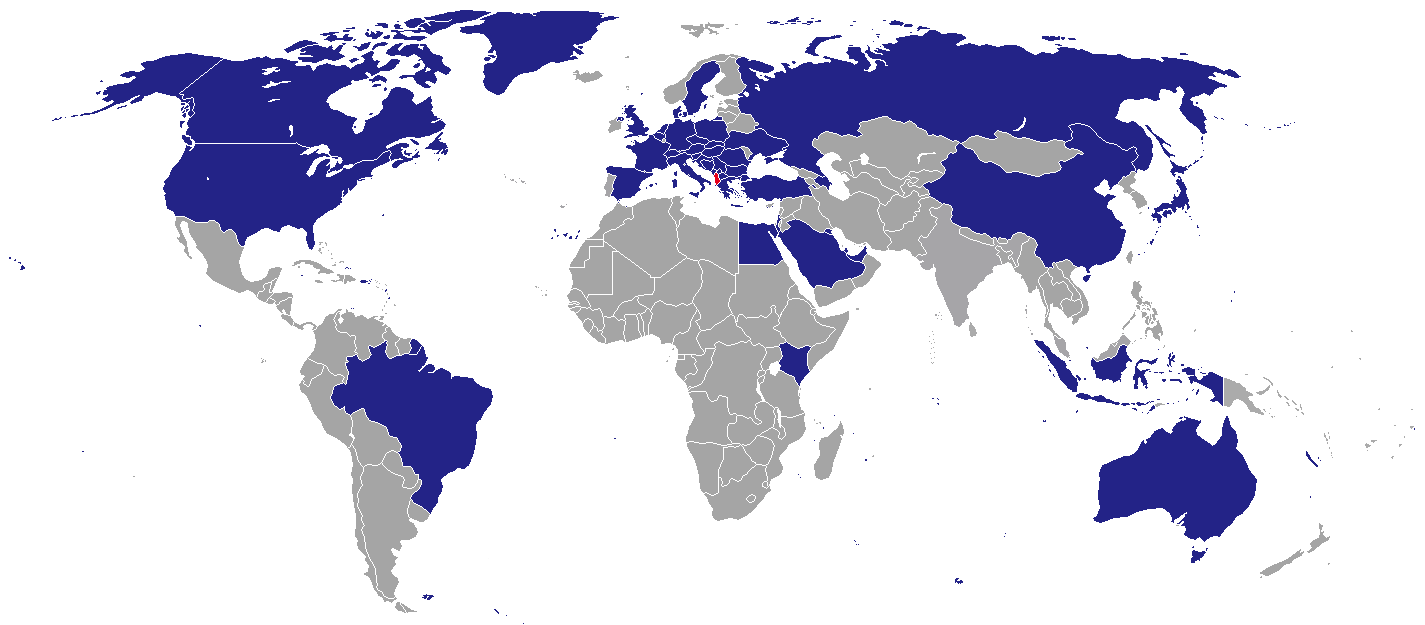
Représentations diplomatiques de l'Albanie.

Voici les représentations diplomatiques de l'Albanie à l'étranger :

## Afrique
- Égypte
  - Le Caire (ambassade)
- Kenya
  - Nairobi (ambassade)

## Amérique
- Brésil
  - Brasilia (ambassade)
- Canada
  - Ottawa (ambassade)
- États-Unis
  - Washington, D.C. (ambassade)
  - New York (consulat général)

## Asie
- Arabie saoudite
  - Riad (ambassade)
- Azerbaïdjan
  - Bakou (ambassade)
- Chine
  - Pékin (ambassade)
- Émirats arabes unis
  - Abou Dabi (ambassade)
- Israël
  - Tel Aviv (ambassade)
- Japon
  - Tokyo (ambassade)
- Koweït
  - Koweït (ambassade)
- Qatar
  - Doha (ambassade)
- Turquie
  - Ankara (ambassade)
  - Istanbul (consulat général)

## Europe
- Allemagne
  - Berlin (ambassade)
  - Munich (consulat-général)
- Autriche
  - Vienne (ambassade)
- Belgique
  - Bruxelles (ambassade)
- Bosnie-Herzégovine
  - Sarajevo (ambassade)
- Bulgarie
  - Sofia (ambassade)
- Croatie
  - Zagreb (ambassade)
- Danemark
  - Copenhague (ambassade)
- Espagne
  - Madrid (ambassade)
- France
  - Paris (ambassade)
- Grèce
  - Athènes (ambassade)
  - Ioannina (consulat général)
  - Thessalonique (consulat général)
- Hongrie
  - Budapest (ambassade)
- Italie
  - Rome (ambassade)
  - Bari (consulat général)
  - Milan (consulat général)
- Kosovo
  - Pristina (ambassade)
- Macédoine du Nord
  - Skopje (ambassade)
  - Struga (consulat général)
- Monténégro
  - Podgorica (ambassade)
  - Ulcinj (consulat général)
- Pays-Bas
  - La Haye (ambassade)
- Pologne
  - Varsovie (ambassade)
- Tchéquie
  - Prague (ambassade)
- Roumanie
  - Bucarest (ambassade)
- Royaume-Uni
  - Londres (ambassade)
- Russie
  - Moscou (ambassade)
- Serbie
  - Belgrade (ambassade)
- Slovaquie
  - Bratislava (ambassade)
- Slovénie
  - Ljubljana (ambassade)
- Suède
  - Stockholm (ambassade)
- Suisse
  - Berne (ambassade)
- Ukraine
  - Kiev (ambassade)
- Vatican
  - Vatican (ambassade)

## Océanie
- Australie
  - Canberra (ambassade)

## Organisations internationales
- Bruxelles  (mission permanente auprès de l'Union européenne)
- Genève  (mission permanente auprès de l'Organisation des Nations unies)
- New York (mission permanente auprès de l'Organisation des Nations unies)
- Paris (mission permanente auprès de l'UNESCO)
- Vienne (mission permanente auprès de l'Organisation des Nations unies)

## Galerie

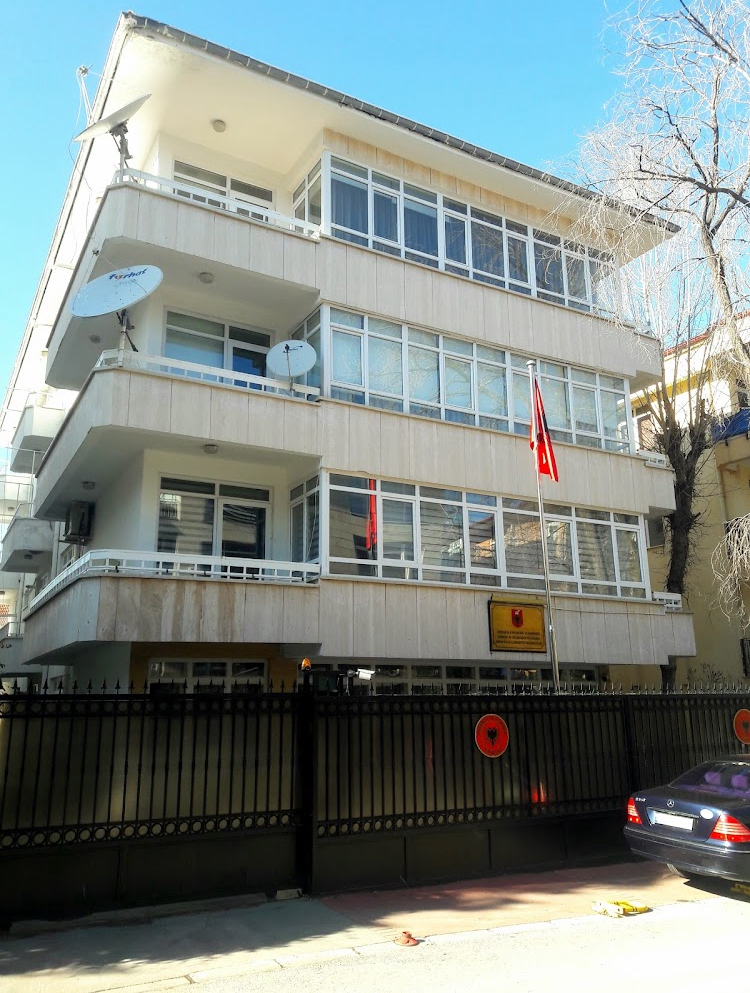
Ambassade à Ankara.
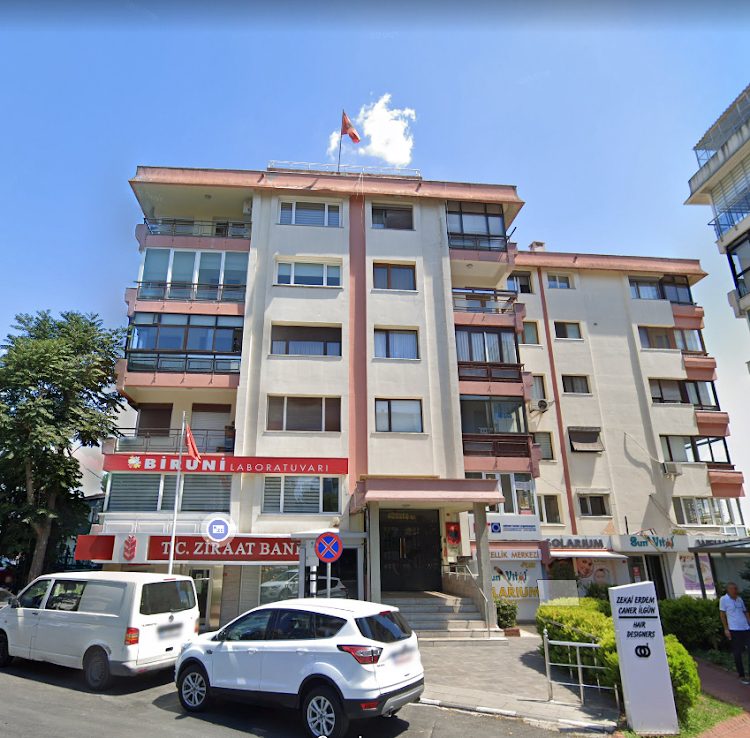
Consulat-général à Istanbul.
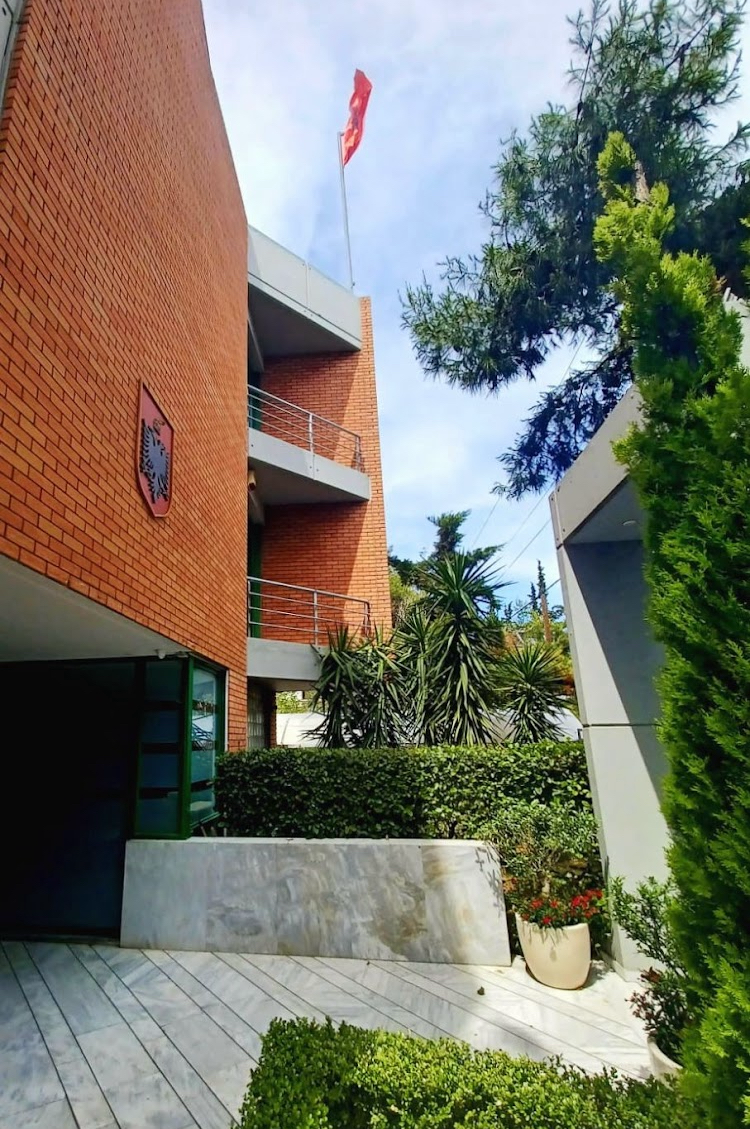
Ambassade à Athènes.
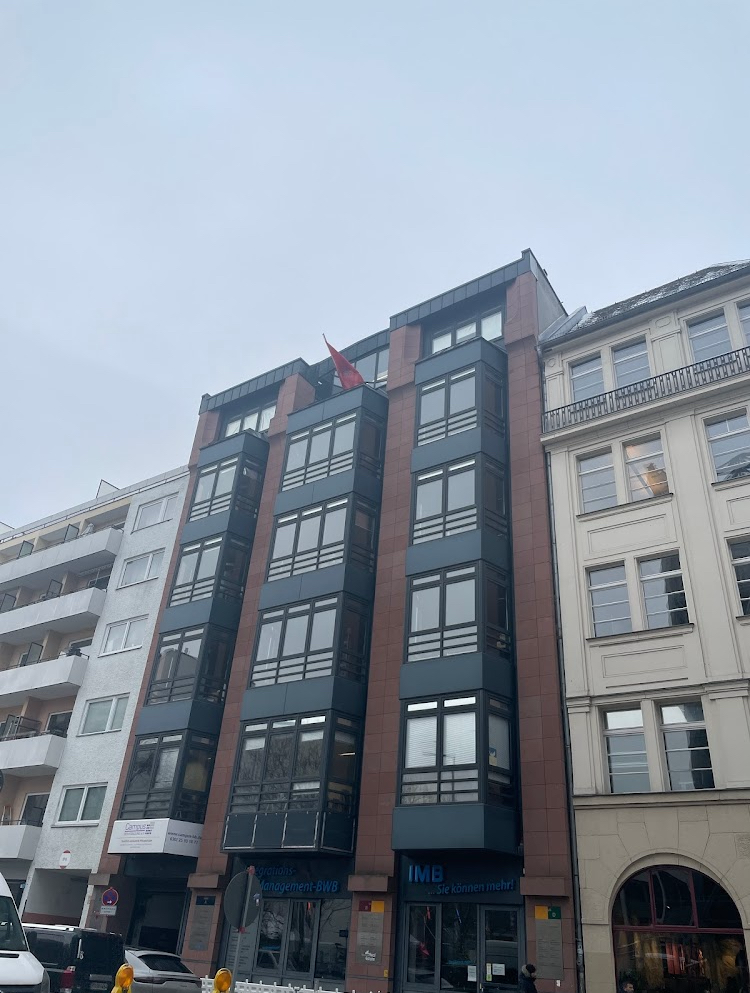
Ambassade à Berlin.
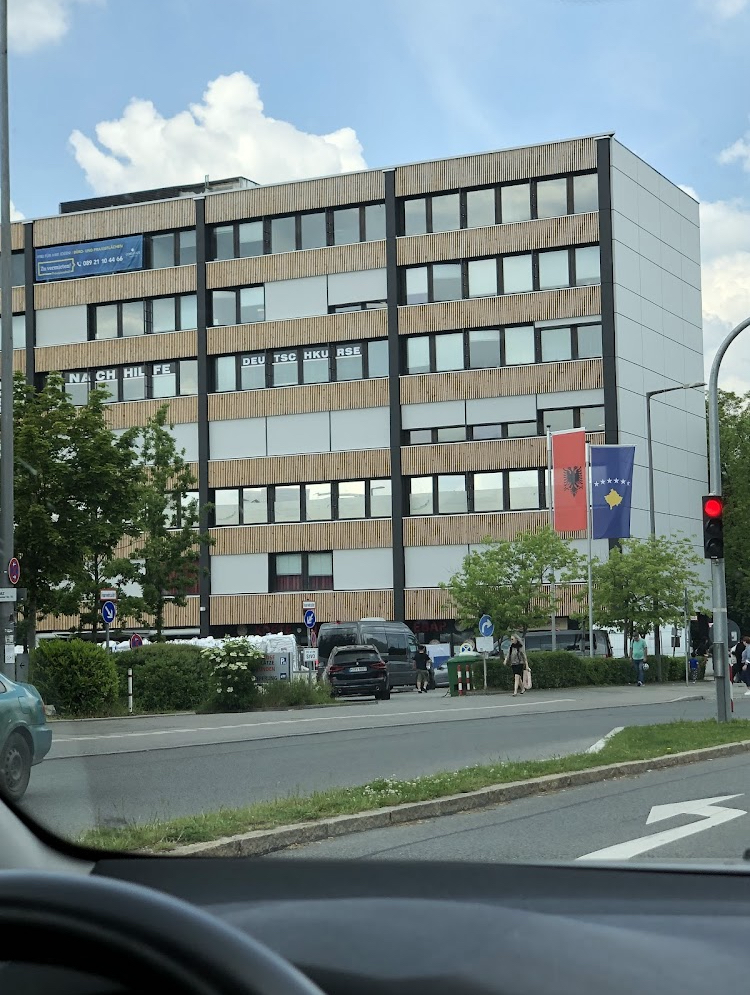
Consulat-général à Munich.
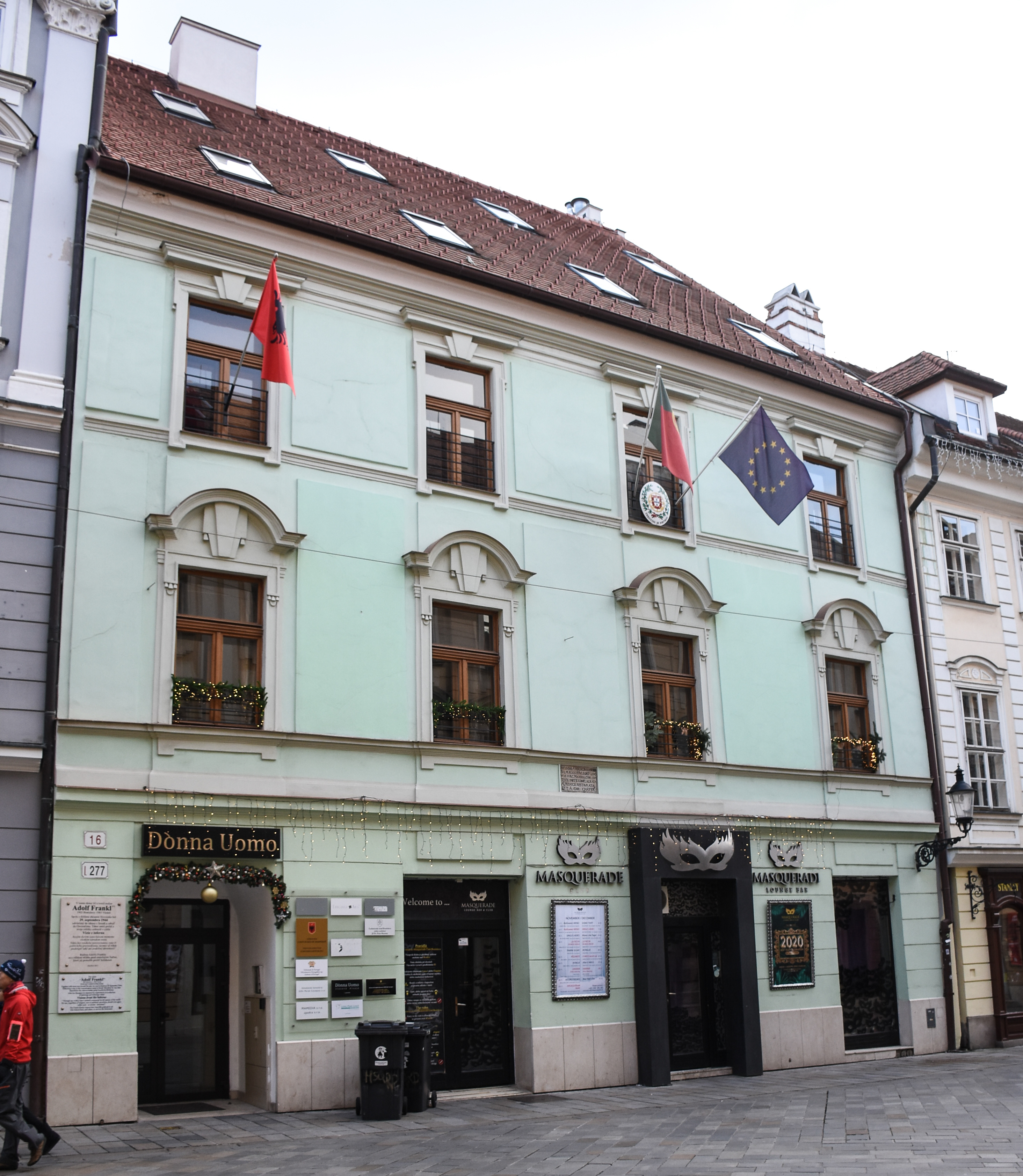
Ambassade à Bratislava.
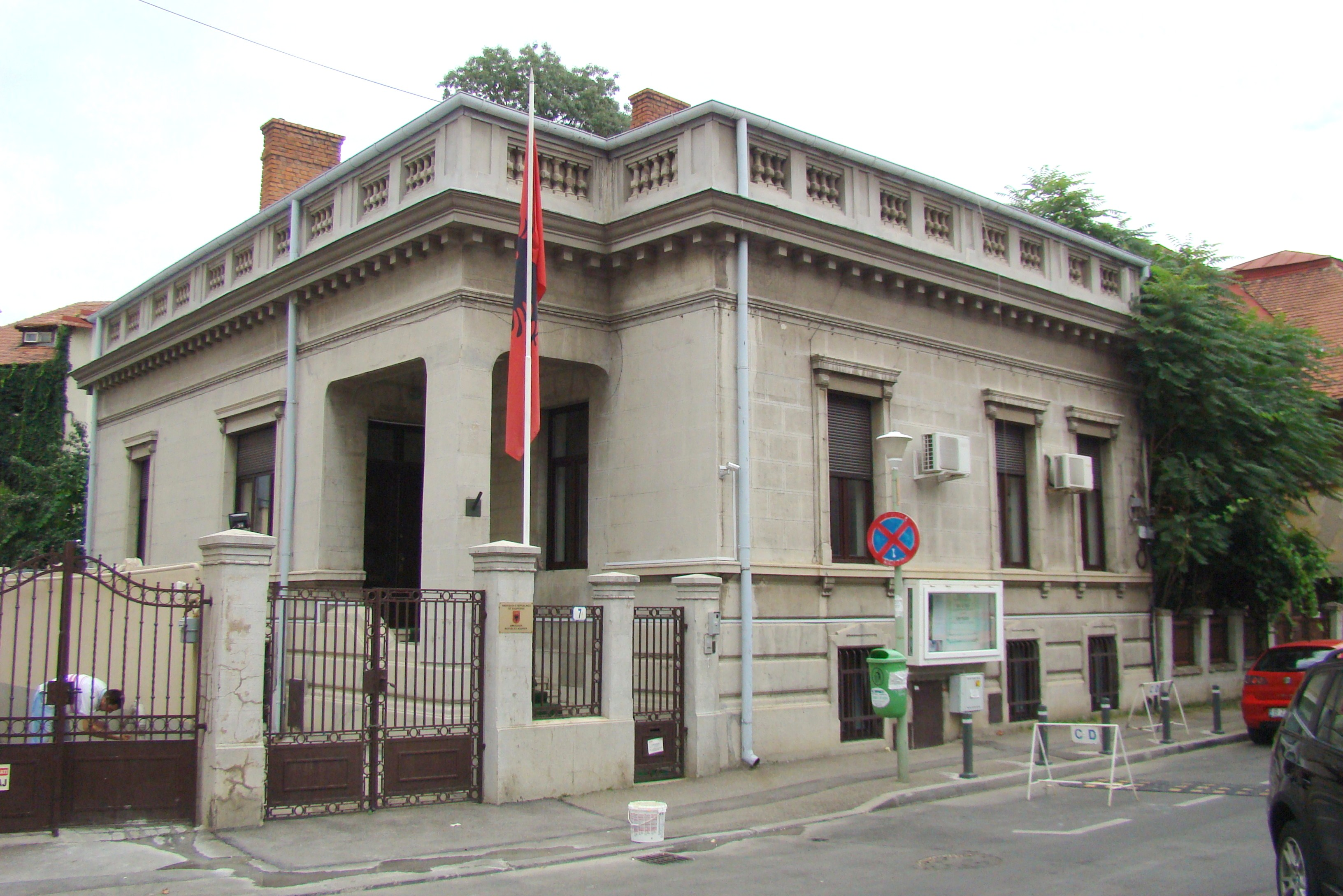
Ambassade à Bucarest.
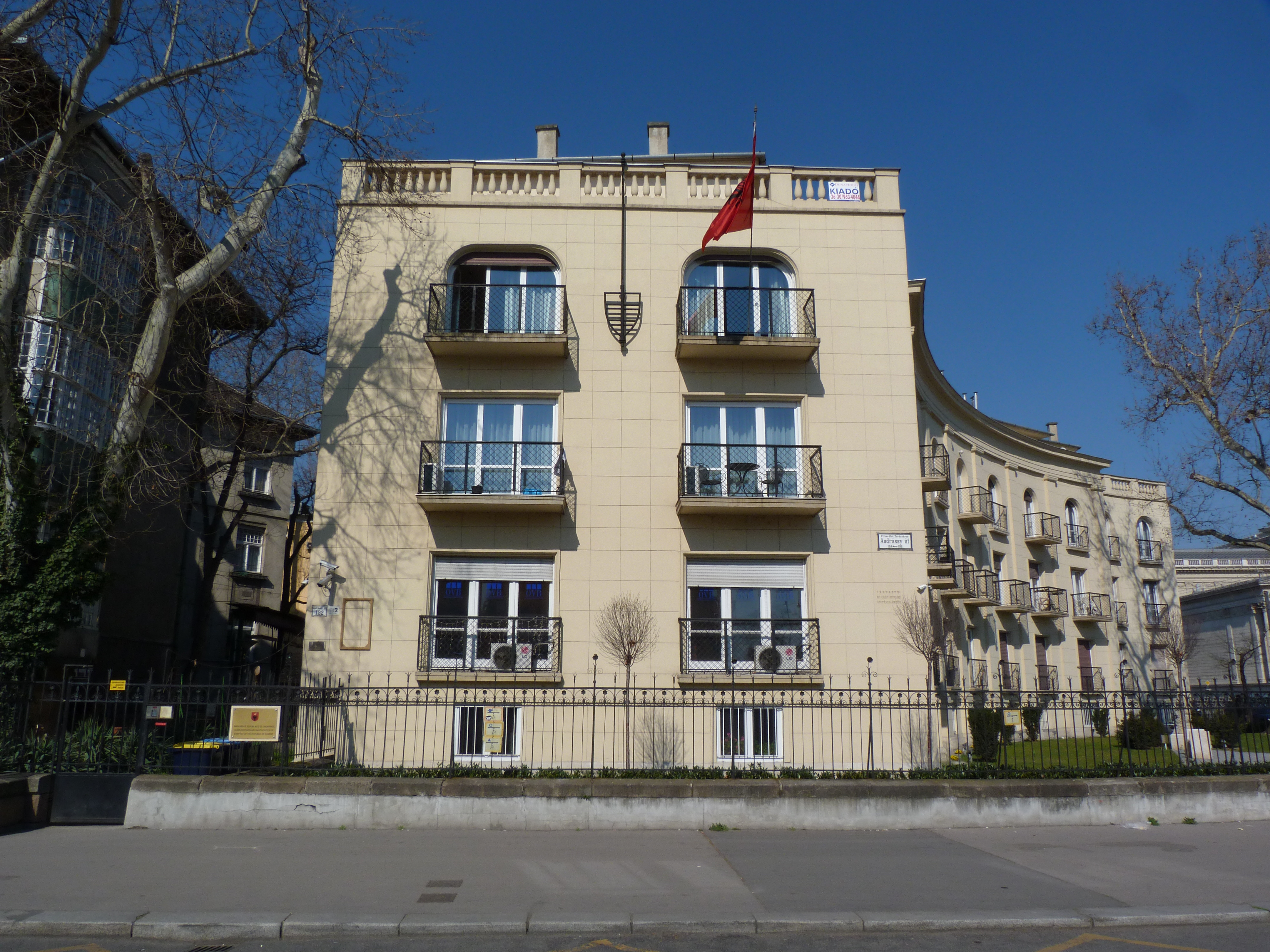
Ambassade à Budapest.
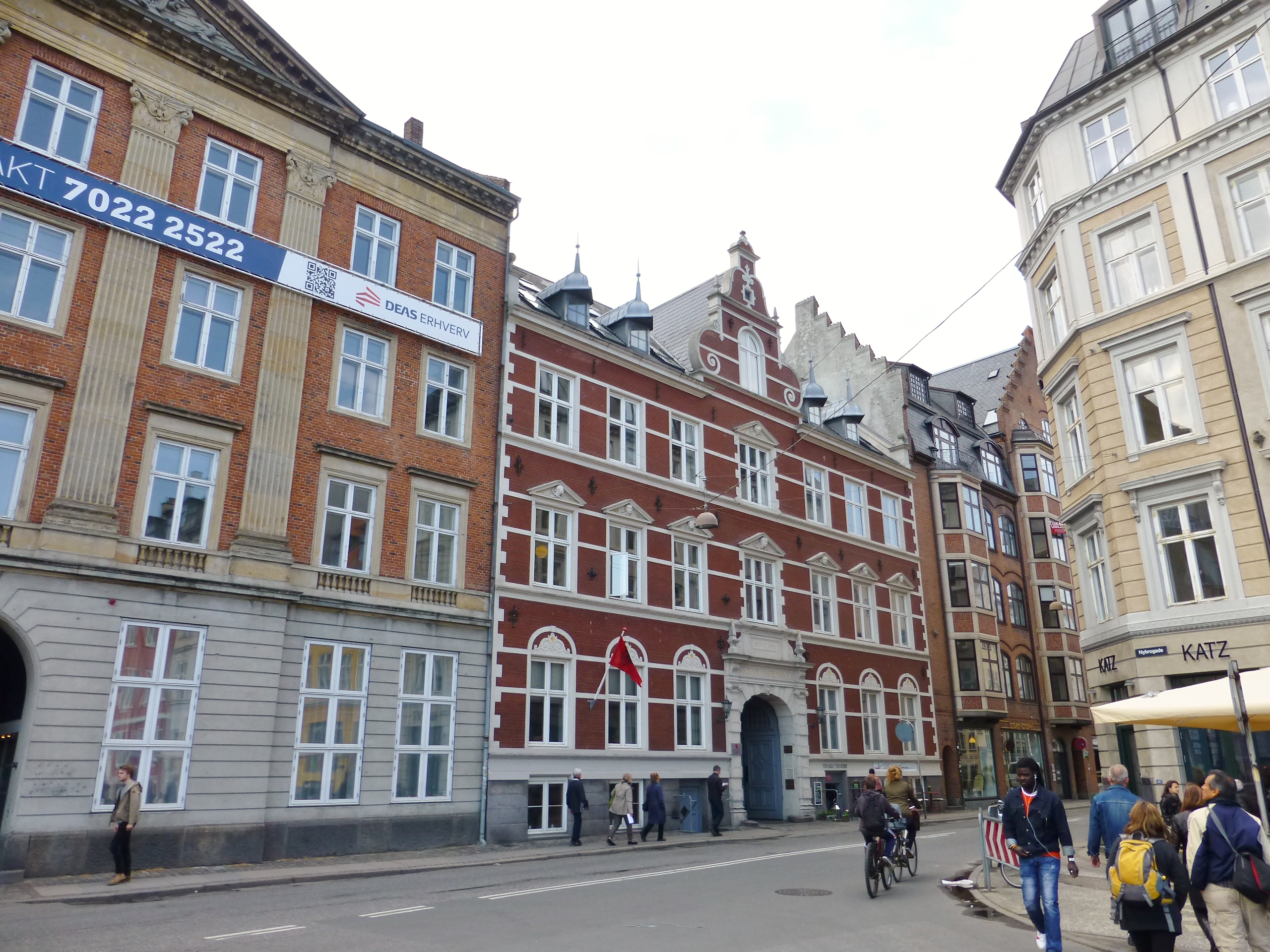
Ambassade à Copenhague.
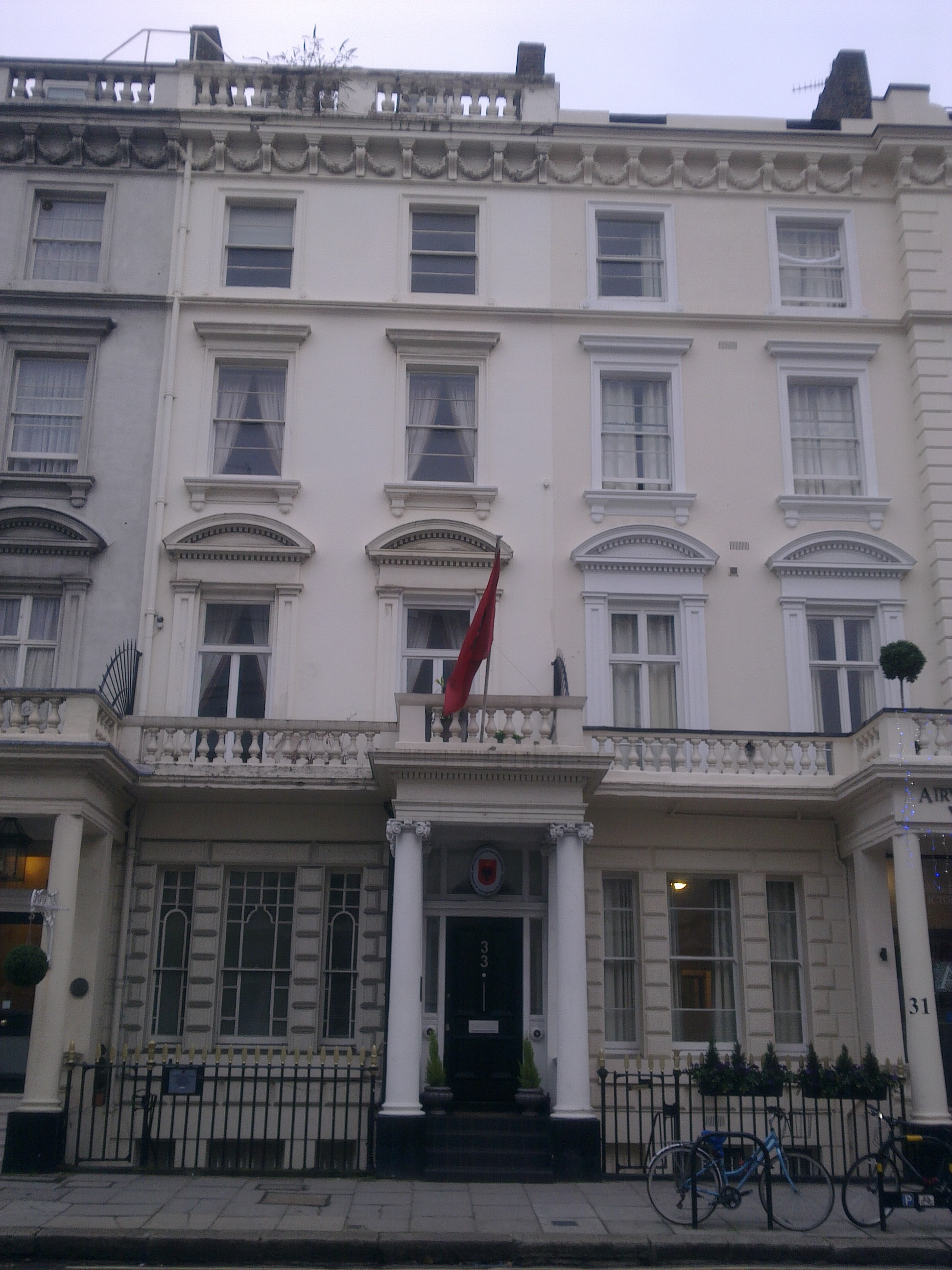
Ambassade à Londres.
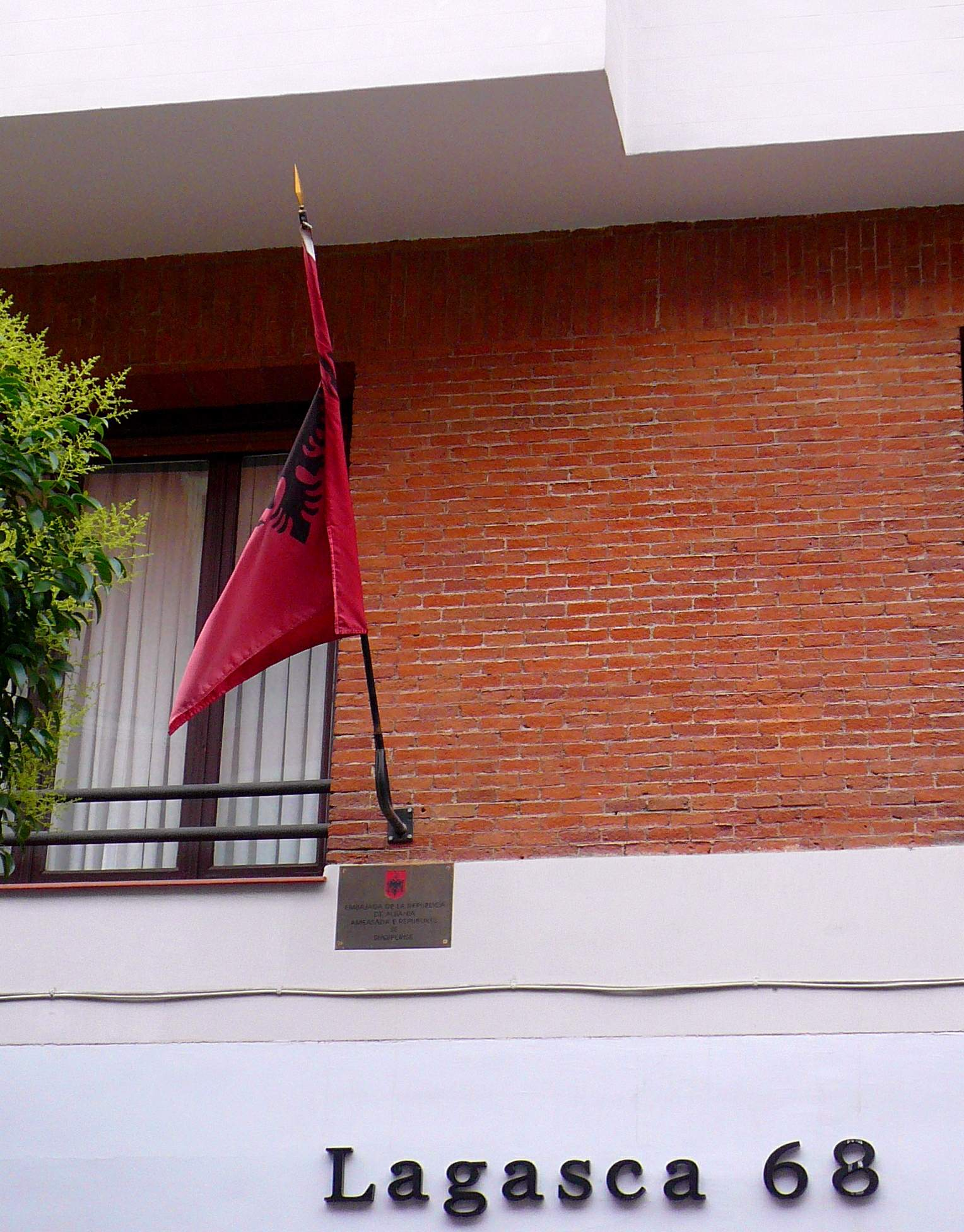
Ambassade à Madrid.
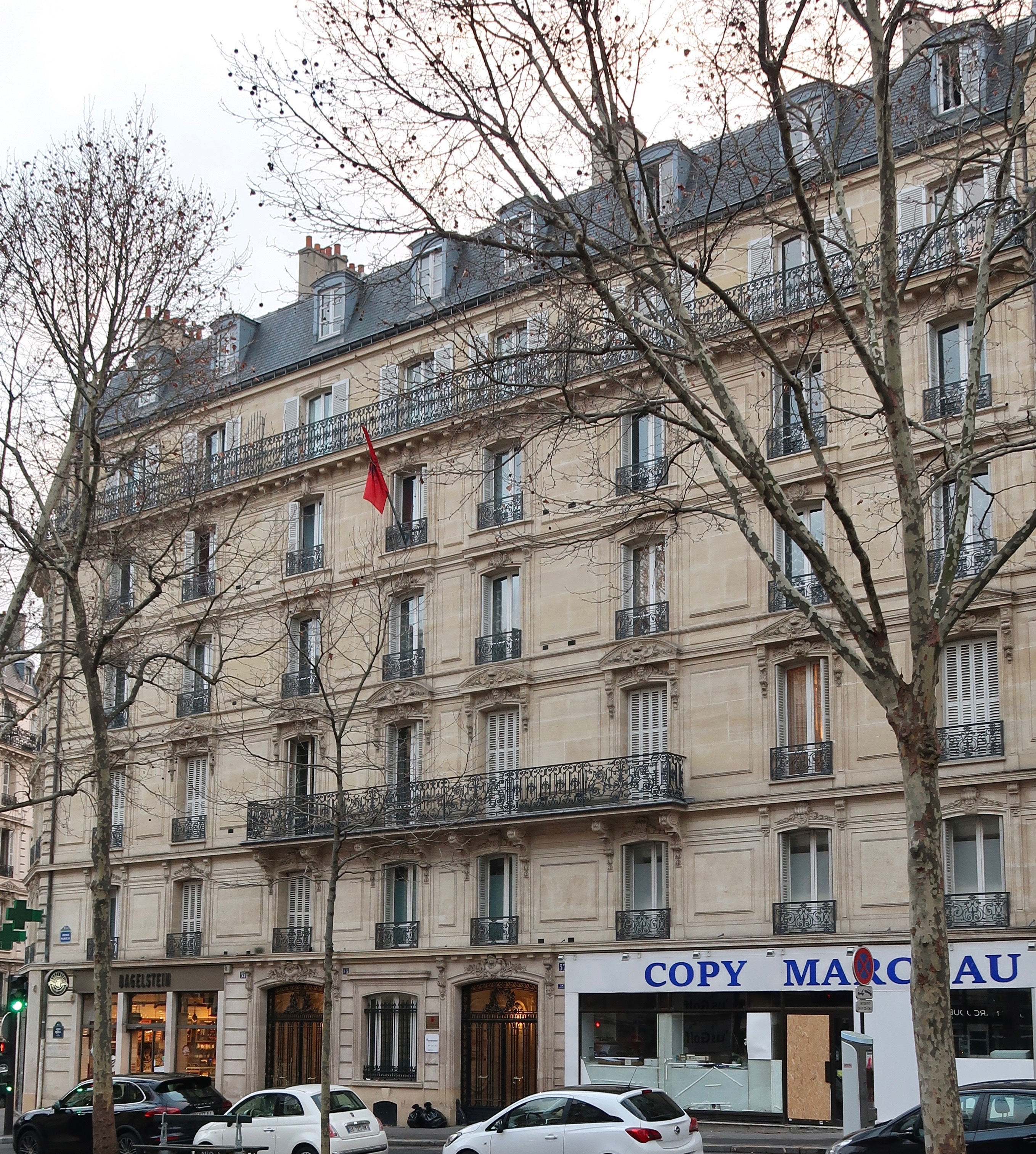
Ambassade à Paris.
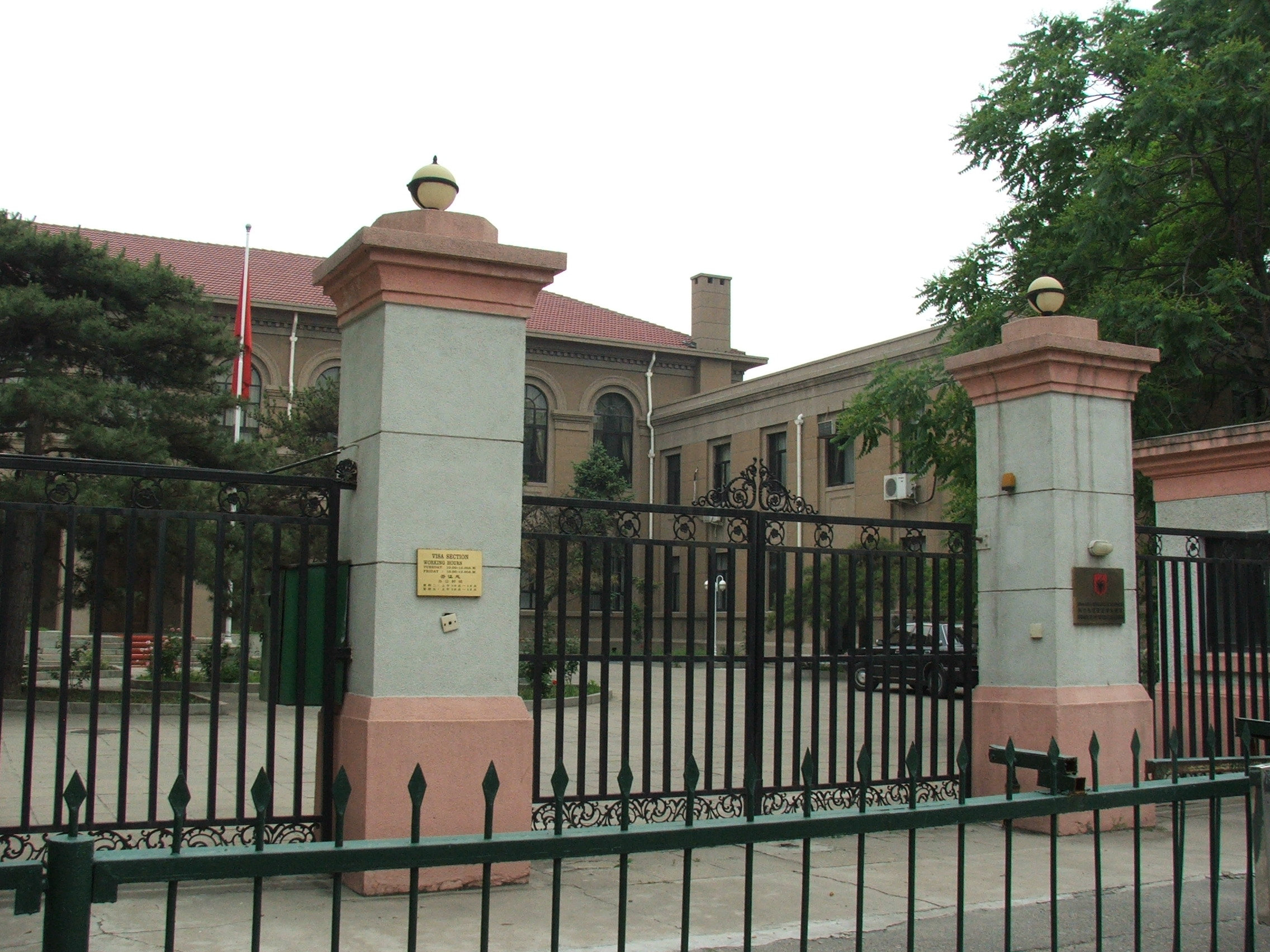
Ambassade à Pékin.
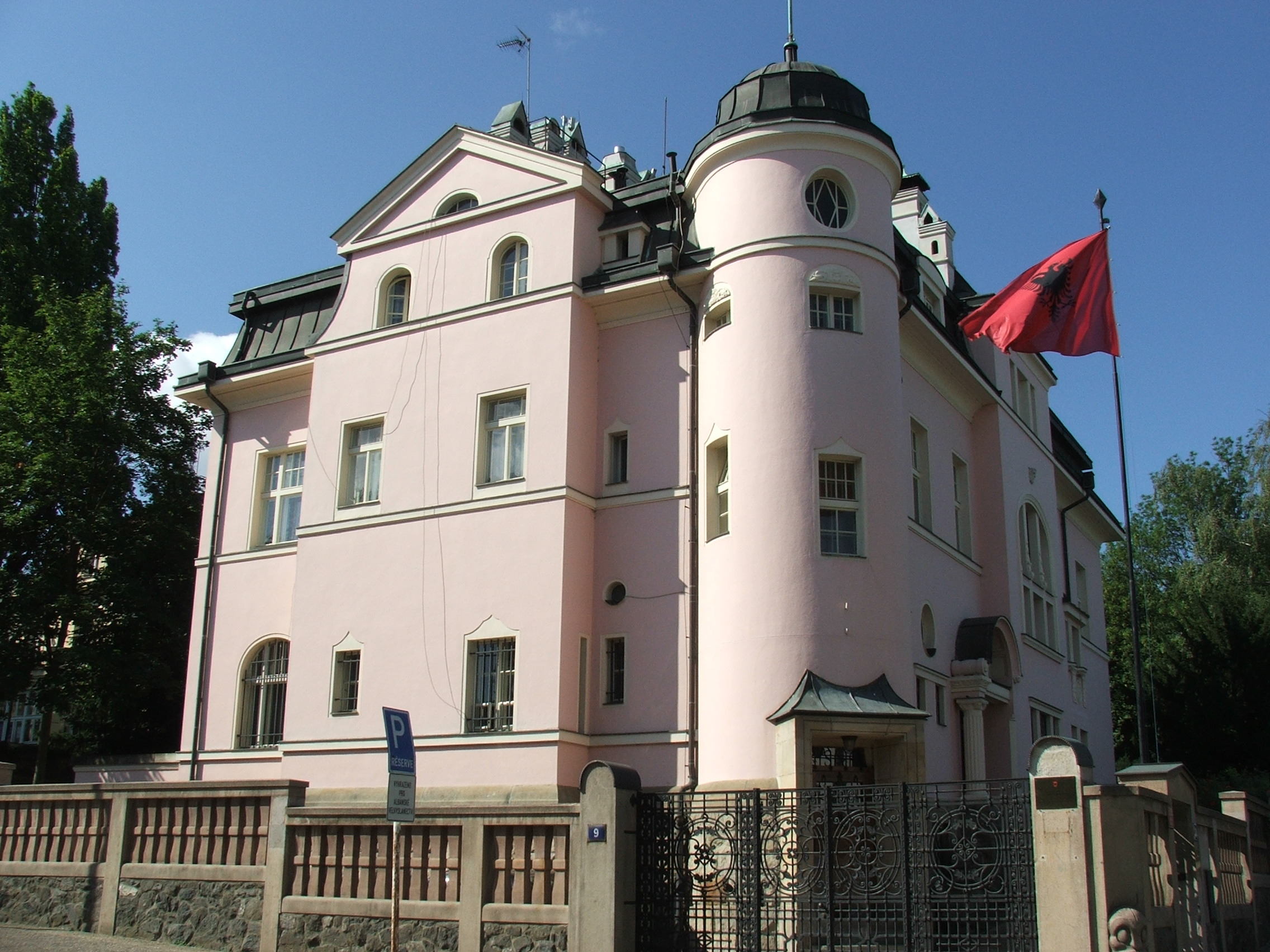
Ambassade à Prague.
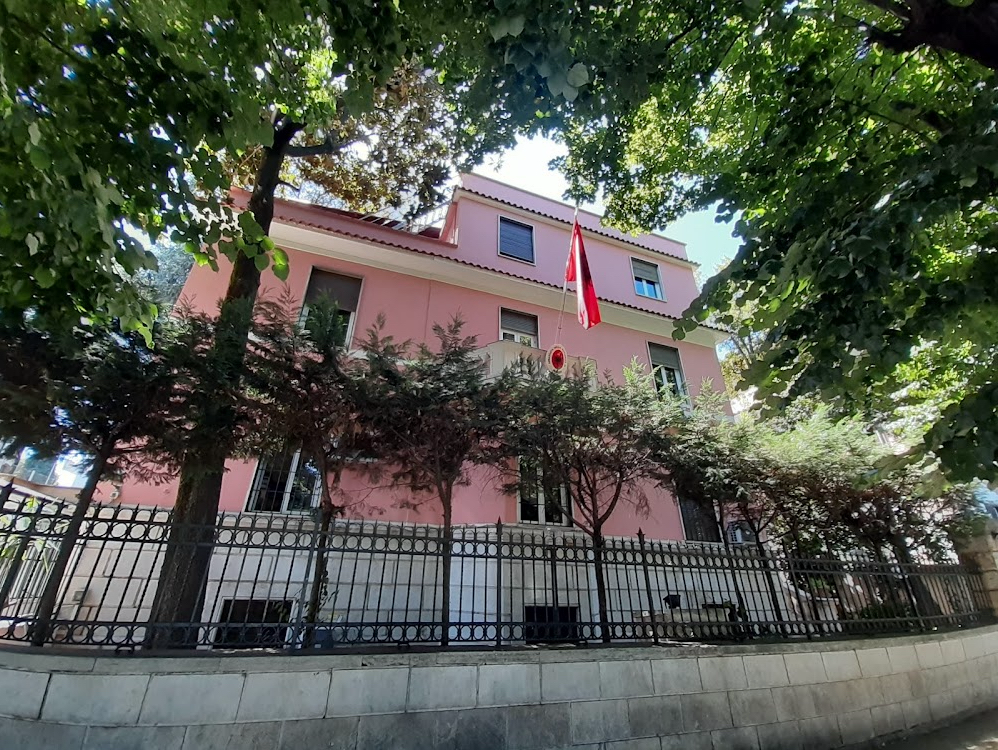
Ambassade à Rome.
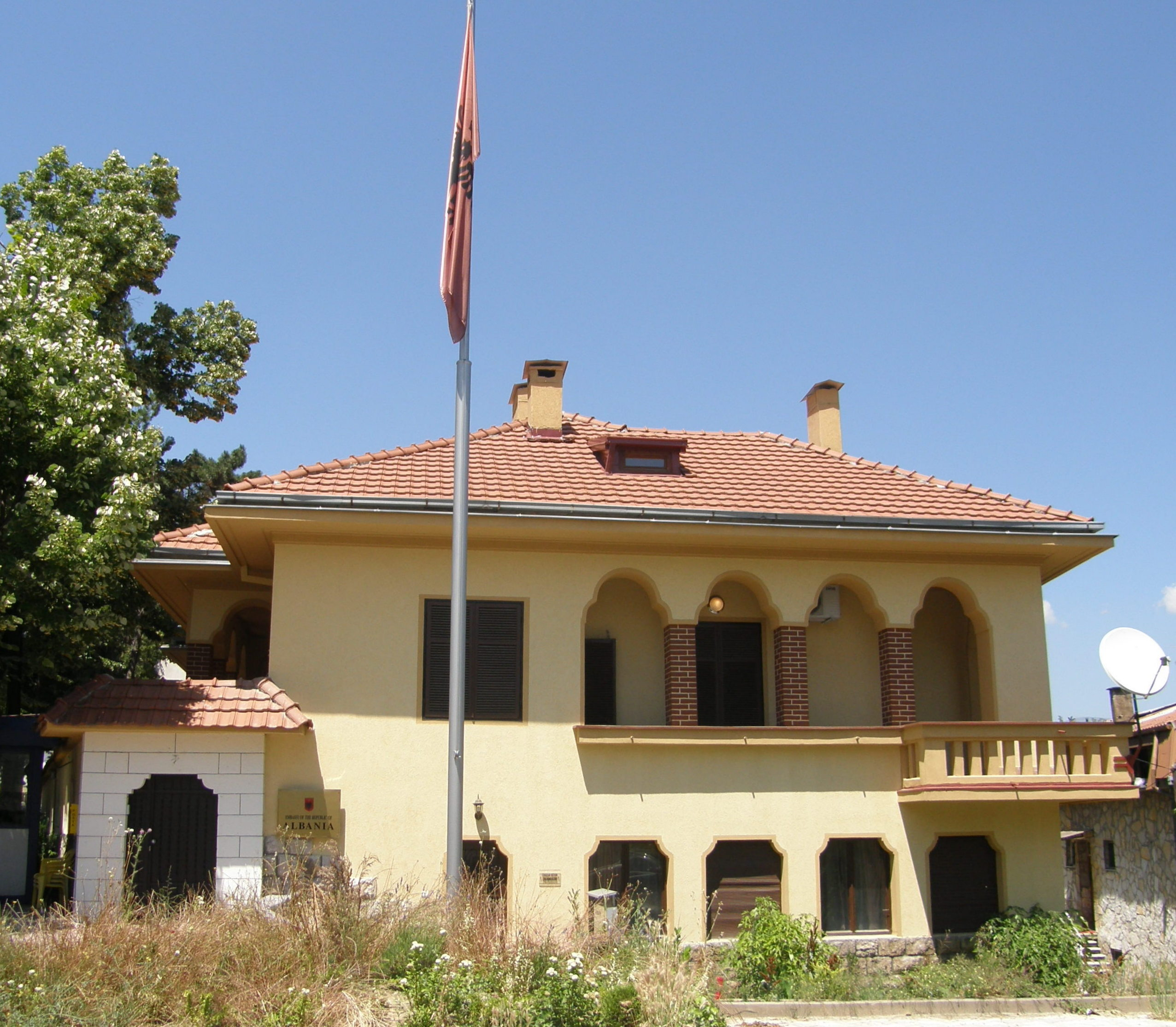
Ambassade à Skopje.
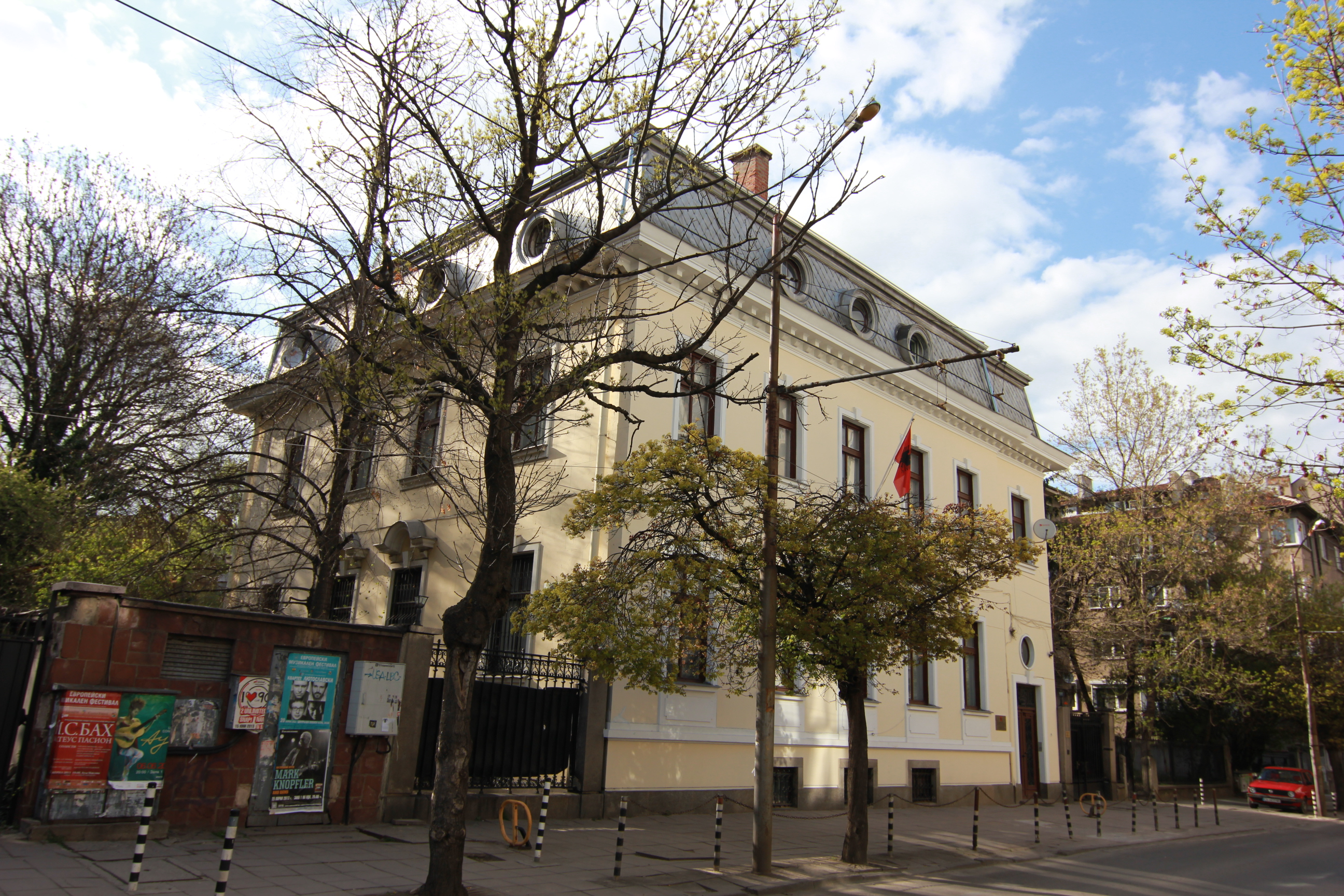
Ambassade à Sofia.
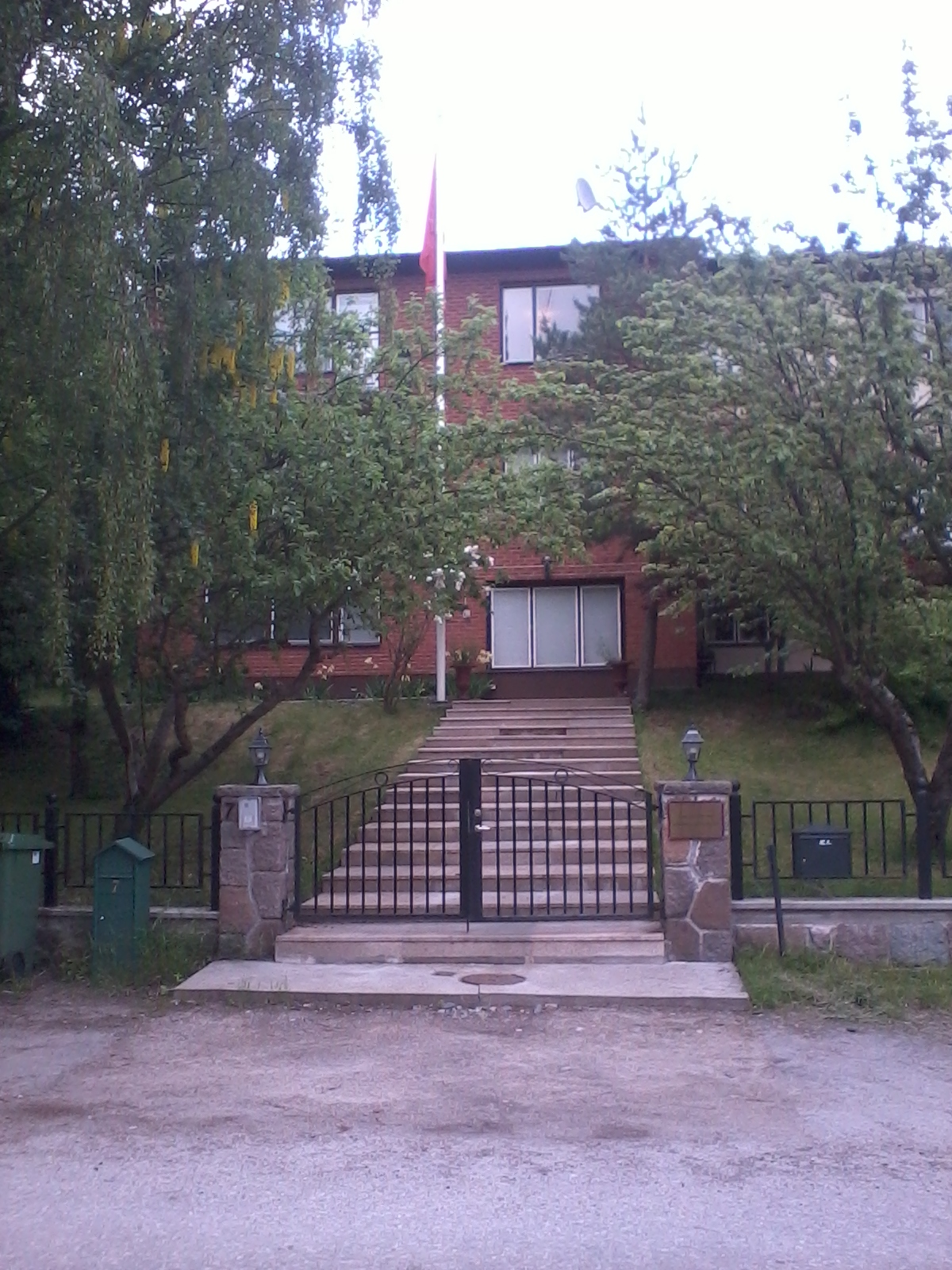
Ambassade à Stockholm.
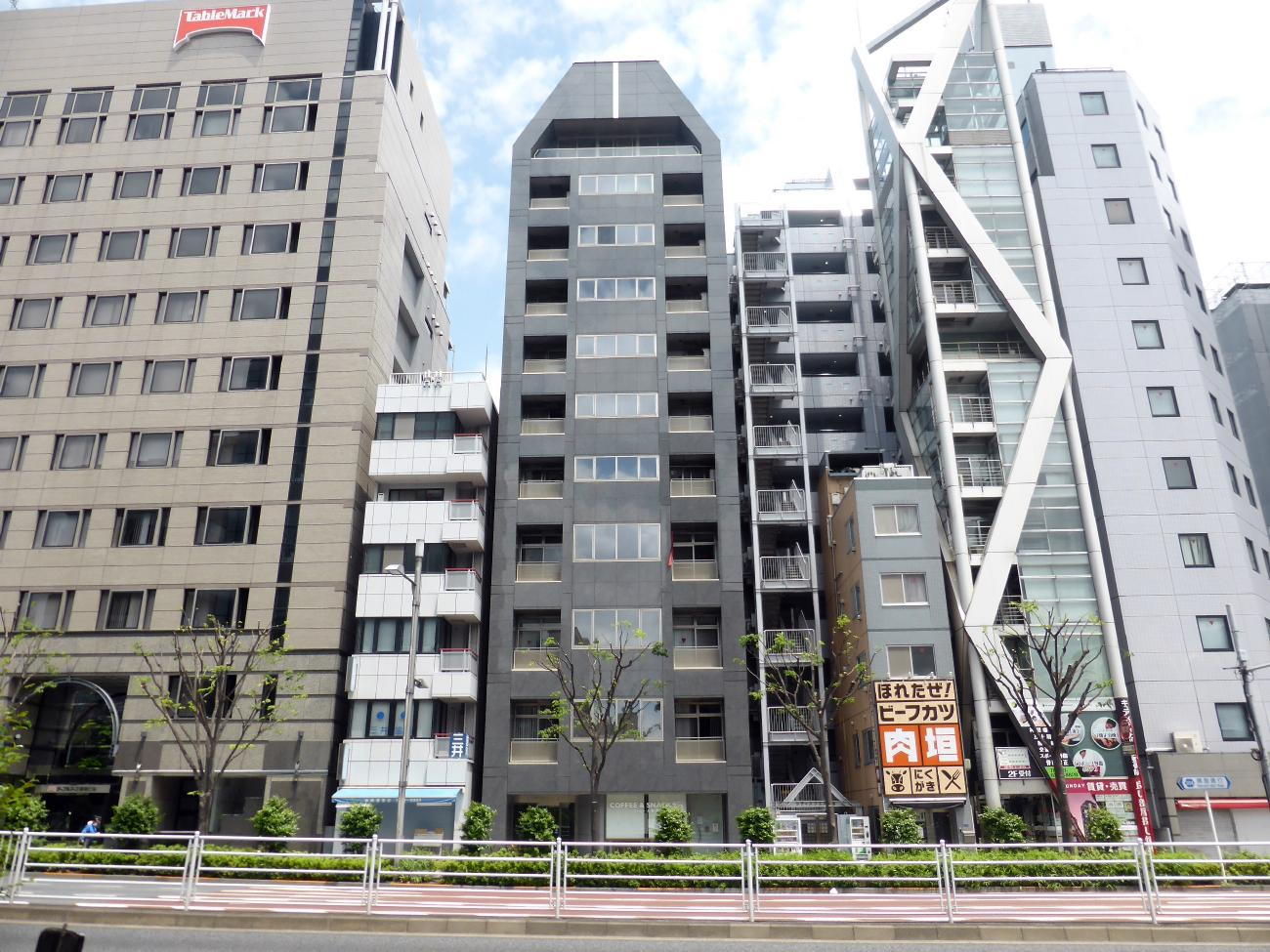
Ambassade à Tokyo.
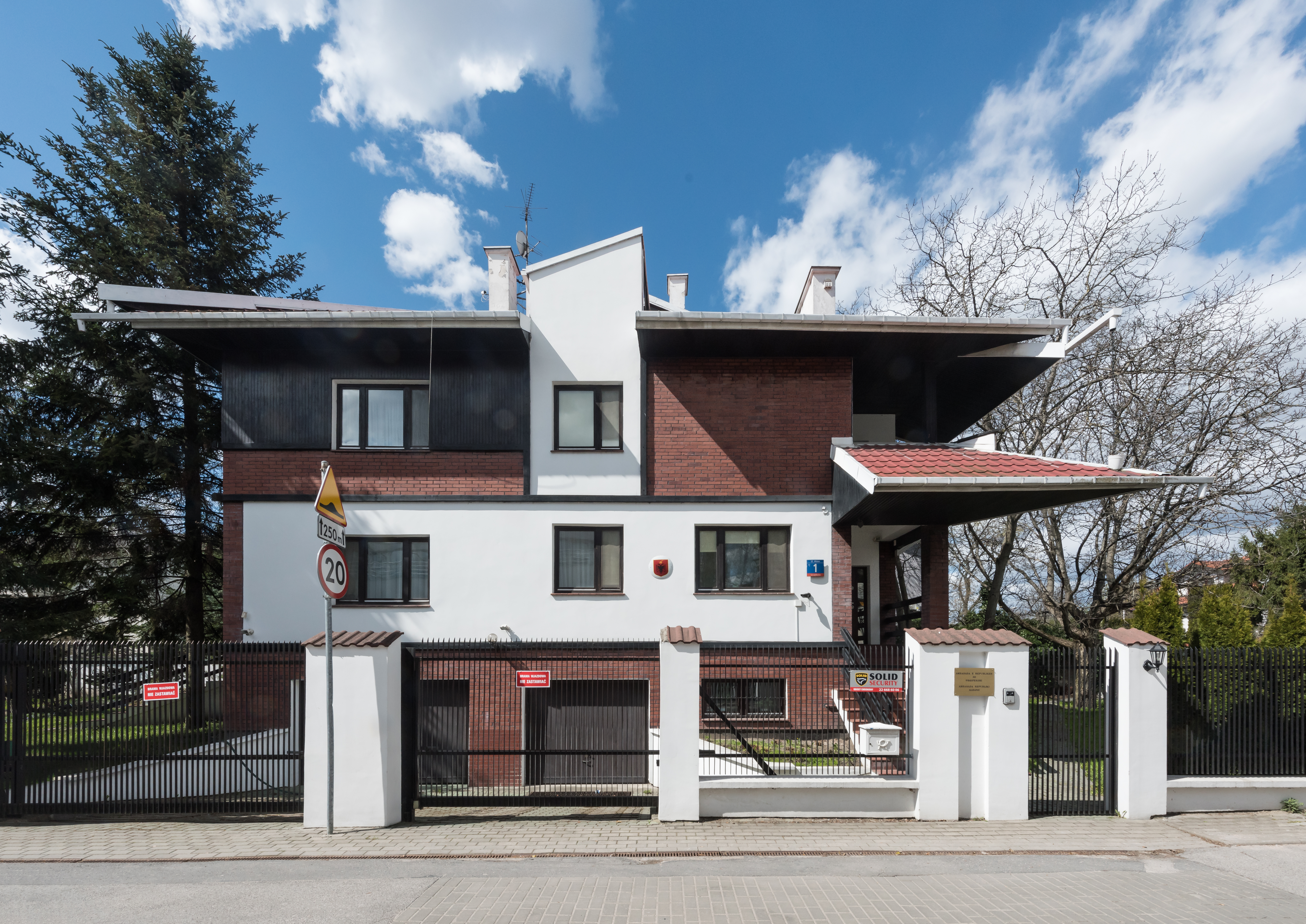
Ambassade à Varsovie.
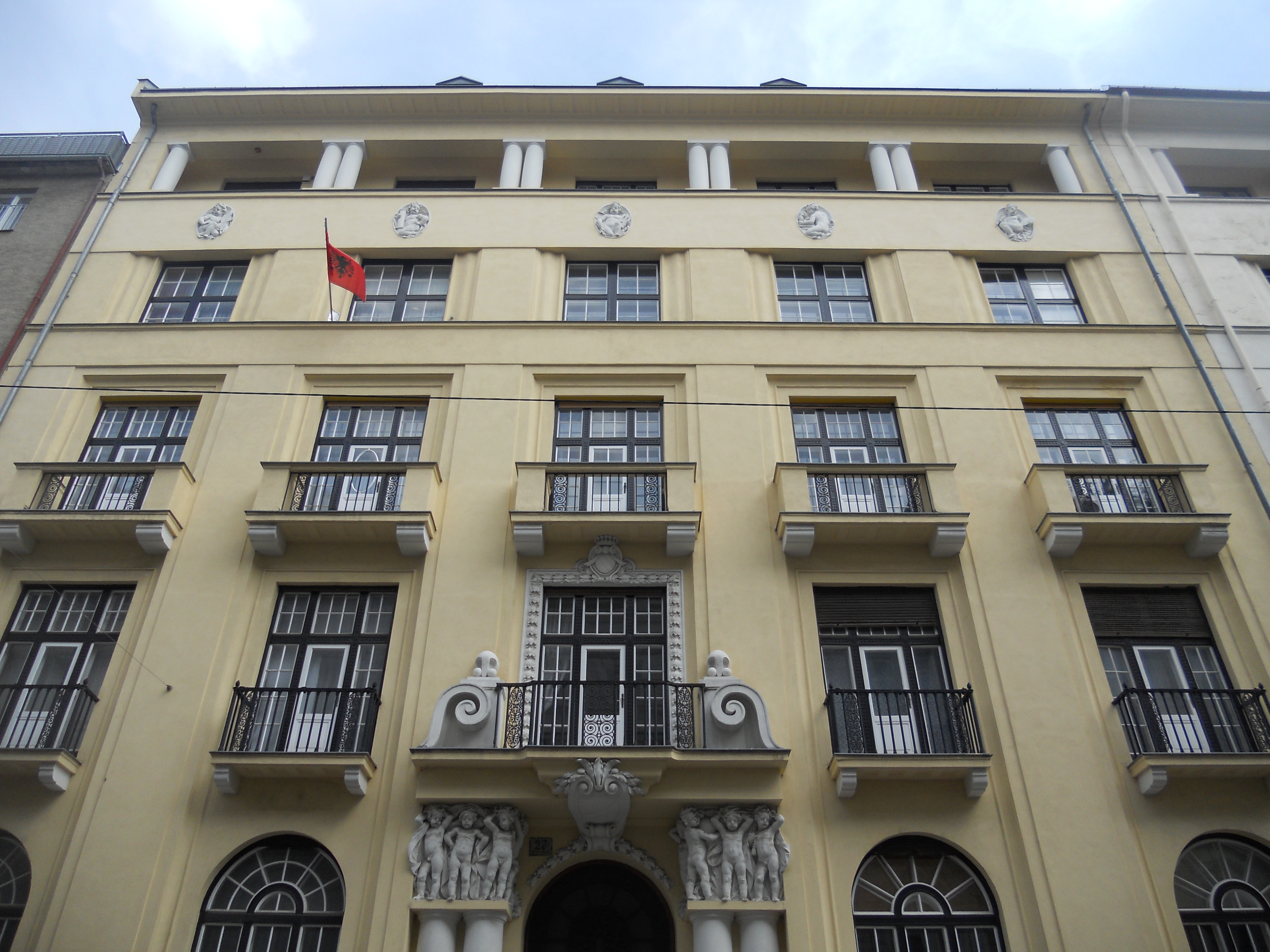
Ambassade à Vienne.
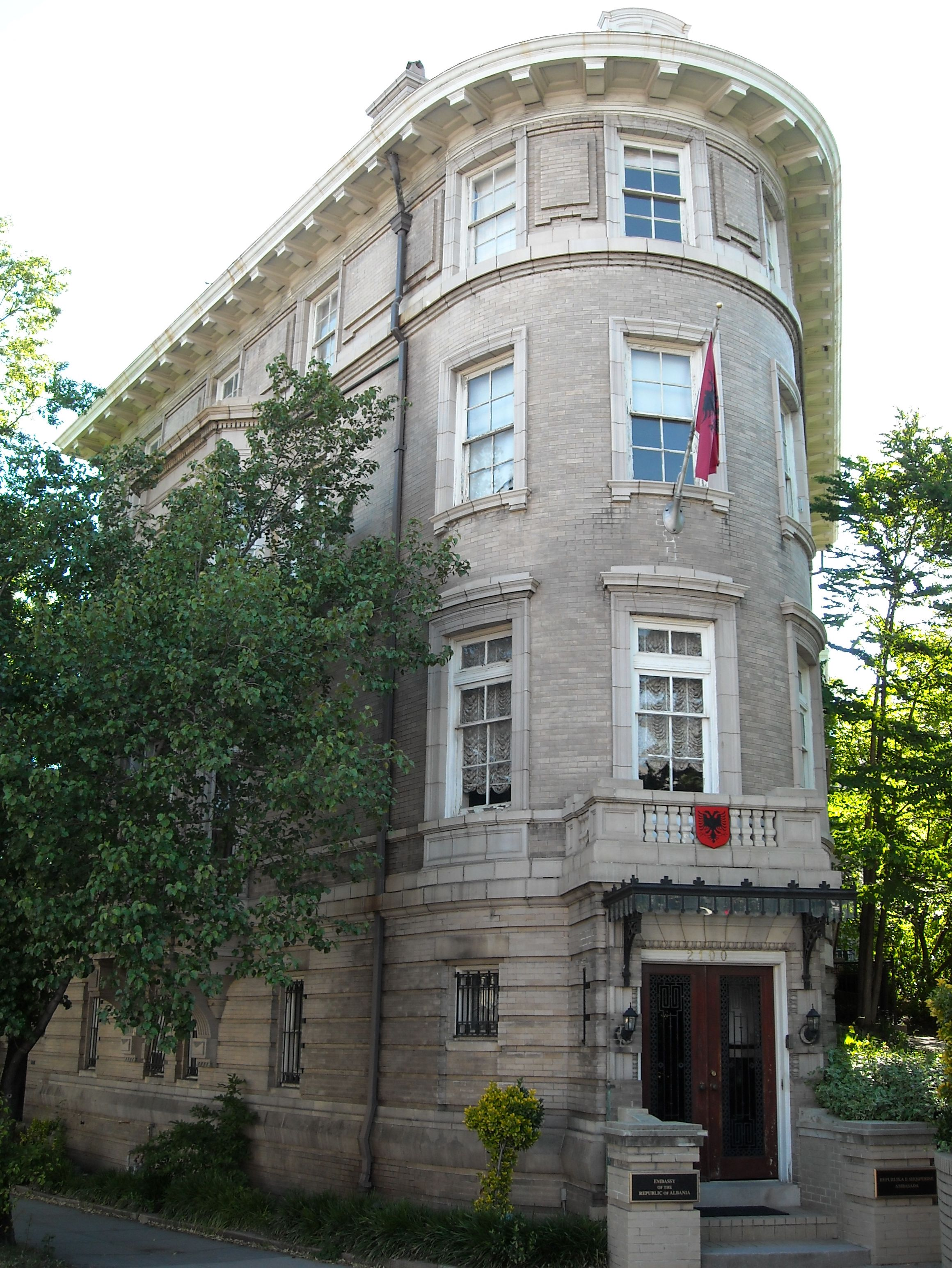
Ambassade à Washington.